# ليلي جورج
ليلي جورج (بالإنجليزية: Leila George)‏ هي ممثلة أسترالية، ولدت في 20 مارس 1992 في سيدني في أستراليا.

## وصلات خارجية
- ليلي جورج على موقع IMDb (الإنجليزية)
- ليلي جورج على موقع ميتاكريتيك (الإنجليزية)
- ليلي جورج على موقع روتن توميتوز (الإنجليزية)
- ليلي جورج على موقع ألو سيني (الفرنسية)
- ليلي جورج على موقع قاعدة بيانات الفيلم (الإنجليزية)